# Afrotheria
Afrotheria са надразред плацентни бозайници. Името им означава Африкански зверове. Това са бозайници, които произхождат от Африка. Това са хоботните бозайници, даманите, тръбозъбите, сирените и представителите на Afroinsectivora.

## Класификация
Надразред Afrotheria
- Afroinsectiphilia
  - Разред Afrosoricida
    - Семейство Chrysochloridae
    - Семейство Tenrecidae
- Pseudungulata
  - Разред Macroscelidea
    - Семейство Macroscelididae

  - Разред Tubulidentata
    - Семейство Orycteropodidae
- Paenungulata
  - Разред Hyracoidea
    - Семейство Procaviidae

  - Разред des Proboscidea
    - Семейство Elephantidae

  - Разред Sirenia
    - Семейство Dugongidae
    - Семейство Trichechidae

  - Разред Embrithopoda
  - Разред Desmostylia